# 拉隆格
拉隆格（法語：Lalongue，法語發音：[lalɔ̃ɡ]）是法国大西洋比利牛斯省的一个市镇，属于波城区。

## 地理
拉隆格（43°28'38"N, 0°11'26"W）面积7.94 平方千米，位于法国新阿基坦大区大西洋比利牛斯省，该省份为法国东南部省份，涵盖了贝阿恩与北巴斯克，西临大西洋比斯開灣，北至朗德省，东北接热尔省，东临上比利牛斯省，南与西班牙接壤。
与拉隆格接壤的市镇（或旧市镇、城区）包括：比罗斯芒杜斯、加永、拉讷科布、莱斯皮耶勒、吕萨涅-吕松、锡马库尔布、维亚莱。

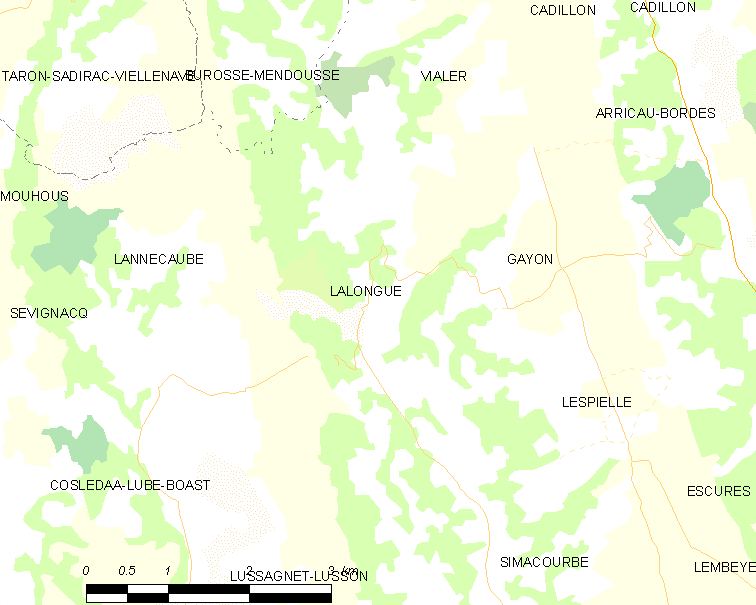
拉隆格的OSM定位图

拉隆格的时区为UTC+01:00、UTC+02:00（夏令时）。

## 行政
拉隆格的邮政编码为64350，INSEE市镇编码为64307。

## 政治
拉隆格所属的省级选区为吕伊河土地和维克比伊山坡县。

## 人口

1962-2008年间拉隆格人口变化图示

拉隆格于2022年1月1日时的人口数量为199人。